# Гасматански Сауропод
Гасматански сауропод (енгл. Gasmata Sauropod) или сауропод са Нове Британије (енгл. New Britain Sauropod) је криптид који наводно живи на острву Нова Британија и сусједним мањим острвима.

## Опис гасматанског сауропода

### У креационизму
Према ријечима креациониста гасматански сауропод је један од доказа постојања живи диносауруси. Они га описују као биће налик на диносауруса из групе Сауропода.

## Хронологија сусрета са овим бићем и виђења
- Један од најранијих сусрета са гасматанским сауроподом се наводно десио 1995. године поред малог острва Анбунги (близу острва Нова Британија). Локални рибар се, у свом лову под водом, сусрео са бићем које сличило сауроподском диносаурусу дужине око 6 метара. Кожа овог бића је била смеђе боје[1];
- Сљедећи сусрет се наводно десио 1997[1]. када је двоје свједока угледало велико биће слично сауроподском диносаурусу како плива у мору између острва Анбунги и Маленго;
- Наредно виђење се наводно десило 1999. године на острву Нова Британија. Свједок овог догађаја је описао да је у близини једне плантаже на југу острва угледао биће слично сауроподском диносаурусу дужине око 3 метра. Имало је глатку црвенкасто-смеђу кожу по леђима и бјелу кожу на стомаку[1];
- 2004. године је наводно виђено биће слично сауроподском диносаурусу како плива у мору поред острва Гасмата[1];
- 2005. године је наводно виђено биће слично сауроподском диносаурусу како плива у мору поред острва Дилило[2];
- 2007. године на обали острва Анбунги је виђено биће слично сауроподском диносаурусу како се одмара на обали. Кожа овог бића је била смеђе боје и слична кожи крокодила[1].